# Hemidactylus giganteus
Espèce
Statut de conservation UICN

 LC  : Préoccupation mineure
Hemidactylus giganteus est une espèce de geckos de la famille des Gekkonidae.

## Répartition
Cette espèce est endémique d'Andhra Pradesh en Inde.

## Description
C'est un gecko insectivore.

## Publication originale
- Stoliczka, 1871 : Notes on new or little-known Indian lizards. Proceedings of the Asiatic Society of Bengal, vol. 1871, p. 192-195 (texte intégral).